# Rodrigo Caio
Rodrigo Caio Coquette Russo (Dracena, 1993. augusztus 17. –) brazil válogatott labdarúgó, edző.

## Pályafutása
2025. május 13-án visszatért a Flamengo csapatához, miután Filipe Luís segédedzőjének nevezték ki.

## Sikerei, díjai

### Klub
- São Paulo
  - Copa Sudamericana: 2012

- Flamengo
  - Brazil bajnok: 2019, 2020
  - Rio de Janeiro állam bajnoka: 2019, 2020, 2021
  - Brazil kupa: 2022
  - Brazil szuperkupa: 2020, 2021
  - Recopa Sudamericana: 2020
  - Copa Libertadores: 2019, 2022

### Válogatott
- Brazília U20
  - Touloni Ifjúsági Torna: 2014

- Brazília U23
  - Olimpiai aranyérmes: 2016